# Roman Bugaev
Roman Igor'evič Bugaev (in russo Роман Игоревич Бугаев?; traslitterazione anglosassone: Roman Igorevich Bugayev; Bratsk, 11 febbraio 1989) è un ex calciatore russo, di ruolo difensore.

## Carriera

### Club
Terzino sinistro mancino, cresce nelle giovanili del Kuban', arrivando in prima squadra nel 2010, dopo aver giocato un anno in prestito. Alla sua prima stagione tra i professionisti vince il campionato di seconda divisione che consente alla società di arrivare in Prem'er-Liga. Nel 2013 esordisce anche nelle competizioni UEFA per club, giocando l'Europa League.

## Palmarès

### Club

#### Competizioni nazionali
- Pervyj divizion: 1

Kuban': 2010